# جانسن سیتی (کانزاس)
جانسن سیتی (به انگلیسی: Johnson City) شهری در ایالت کانزاس کشور ایالات متحده آمریکا است که جمعیت آن در سرشماری سال ۲۰۱۰ میلادی، ۱٬۴۹۵ نفر بوده‌است.